# Dunaújvárosi járás
A Dunaújvárosi járás Fejér vármegyéhez tartozó járás Magyarországon, amely 2013-ban jött létre. Székhelye Dunaújváros. Területe 650,05 km², népessége 93 625 fő, népsűrűsége 144 fő/km² volt a 2012. évi adatok szerint. Négy város (Dunaújváros, Adony, Pusztaszabolcs és Rácalmás) és 12 község tartozik hozzá.
A Dunaújvárosi járás a járások 1983-as megszüntetése előtt is létezett. 1957-ben az Adonyi járás székhelyét áthelyezték Sztálinvárosba, és nevét ennek megfelelően Sztálinvárosi járásra módosították, majd ezt 1961-ben a székhely nevének módosítása miatt ismét átnevezték, ekkor kapta a mai nevét. Megszűnésére 1983 végén, az összes magyarországi járás megszüntetésekor került sor.

## Települései
| Település       | Rang (2013. július 15.) | Kistérség (2013. január 1.) | Népesség (2012. január 1.) | Terület (km²) |
| --------------- | ----------------------- | --------------------------- | -------------------------- | ------------- |
| Dunaújváros     | megyei jogú város       | Dunaújvárosi                | 48 010                     | 52,67         |
| Adony           | város                   | Adonyi                      | 3 912                      | 61,05         |
| Pusztaszabolcs  | város                   | Adonyi                      | 5 997                      | 51,67         |
| Rácalmás        | város                   | Dunaújvárosi                | 4 488                      | 40,64         |
| Előszállás      | nagyközség              | Dunaújvárosi                | 2 186                      | 39,98         |
| Mezőfalva       | nagyközség              | Dunaújvárosi                | 4 677                      | 80,42         |
| Perkáta         | nagyközség              | Adonyi                      | 3 942                      | 74,52         |
| Baracs          | község                  | Dunaújvárosi                | 3 484                      | 55,18         |
| Beloiannisz     | község                  | Adonyi                      | 1 100                      | 4,54          |
| Besnyő          | község                  | Adonyi                      | 1 779                      | 44,64         |
| Daruszentmiklós | község                  | Dunaújvárosi                | 1 597                      | 19,12         |
| Iváncsa         | község                  | Adonyi                      | 2 899                      | 25,17         |
| Kisapostag      | község                  | Dunaújvárosi                | 1 414                      | 9,58          |
| Kulcs           | község                  | Adonyi                      | 2 728                      | 16,73         |
| Nagykarácsony   | község                  | Dunaújvárosi                | 1 361                      | 30,46         |
| Nagyvenyim      | község                  | Dunaújvárosi                | 4 051                      | 43,68         |